# Munkabosjön
Munkabosjön är en sjö i Jönköpings kommun i Småland och ingår i Nissans huvudavrinningsområde. Sjön är 7 meter djup, har en yta på 0,43 kvadratkilometer och befinner sig 240,4 meter över havet. Vid provfiske har bland annat abborre, gers, gädda och mört fångats i sjön.

## Delavrinningsområde
Munkabosjön ingår i det delavrinningsområde (639703-138352) som SMHI kallar för Mynnar i Nissan. Medelhöjden är 253 meter över havet och ytan är 37,15 kvadratkilometer. Det finns inga delavrinningsområden uppströms utan avrinningsområdet är högsta punkten. Lillån som avvattnar avrinningsområdet har biflödesordning 2, vilket innebär att vattnet flödar genom totalt 2 vattendrag innan det når havet efter 178 kilometer. Delavrinningsområdet består mestadels av skog (70 procent) och sankmarker (11 procent). Avrinningsområdet har 1,06 kvadratkilometer vattenytor vilket ger avrinningsområdet en sjöprocent på 2,9 procent.

## Fisk
Vid provfiske har följande fisk fångats i sjön:
- Abborre
- Gärs
- Gädda
- Mört
- Sutare